# Javier Salinas Viñals
Javier Salinas Viñals (Valencia, 23 de enero de 1948) es un eclesiástico y catequista católico español. Fue obispo de Ibiza, entre 1992 y 1997, desde 1997 a 2012 obispo de Tortosa, entre 2012 y 2016 obispo Mallorca, y desde 2016 a 2023 obispo auxiliar de Valencia.

## Biografía
Javier nació el 23 de enero de 1948, en la ciudad española de Valencia.
En su juventud ingresó en el Seminario Metropolitano de Valencia, en el que realizó sus estudios eclesiásticos.
En 1979 fue enviado a Roma para realizar estudios, donde en 1982 obtuvo el doctorado en Ciencias de la Educación, especialidad Catequética por la Universidad Pontificia Salesiana.

### Sacerdocio
Su ordenación sacerdotal fue el 23 de junio de 1974.
Como sacerdote desempeñó los siguientes ministerios:
- Vicario parroquial de San Jaime Apóstol, en Moncada (1974-1976).
- Formador en el Seminario Menor de Valencia (1976-1977).
- Consiliario diocesano del Movimiento Juvenil Acción Católica (1977-1979).
- Delegado episcopal para la catequesis (1982-1992).
- Capellán y director espiritual del Real Colegio Seminario del Corpus Christi (1987-1992).
- Vicario episcopal (1990-1992).

### Episcopado
Obispo de Ibiza
El 26 de mayo de 1992, el papa Juan Pablo II lo nombró obispo de Ibiza. Fue consagrado el 6 de septiembre del mismo año, en el Polideportivo Insular en Ibiza; a manos del arzobispo Mario Tagliaferri.
Obispo de Tortosa
El 5 de septiembre de 1997, el papa Juan Pablo II lo nombró obispo de Tortosa. Tomó posesión canónica el 26 de octubre del mismo año.
Ejerció de administrador apostólico sede vacante de la diócesis de Lérida entre 2007 y 2008.
Obispo de Mallorca

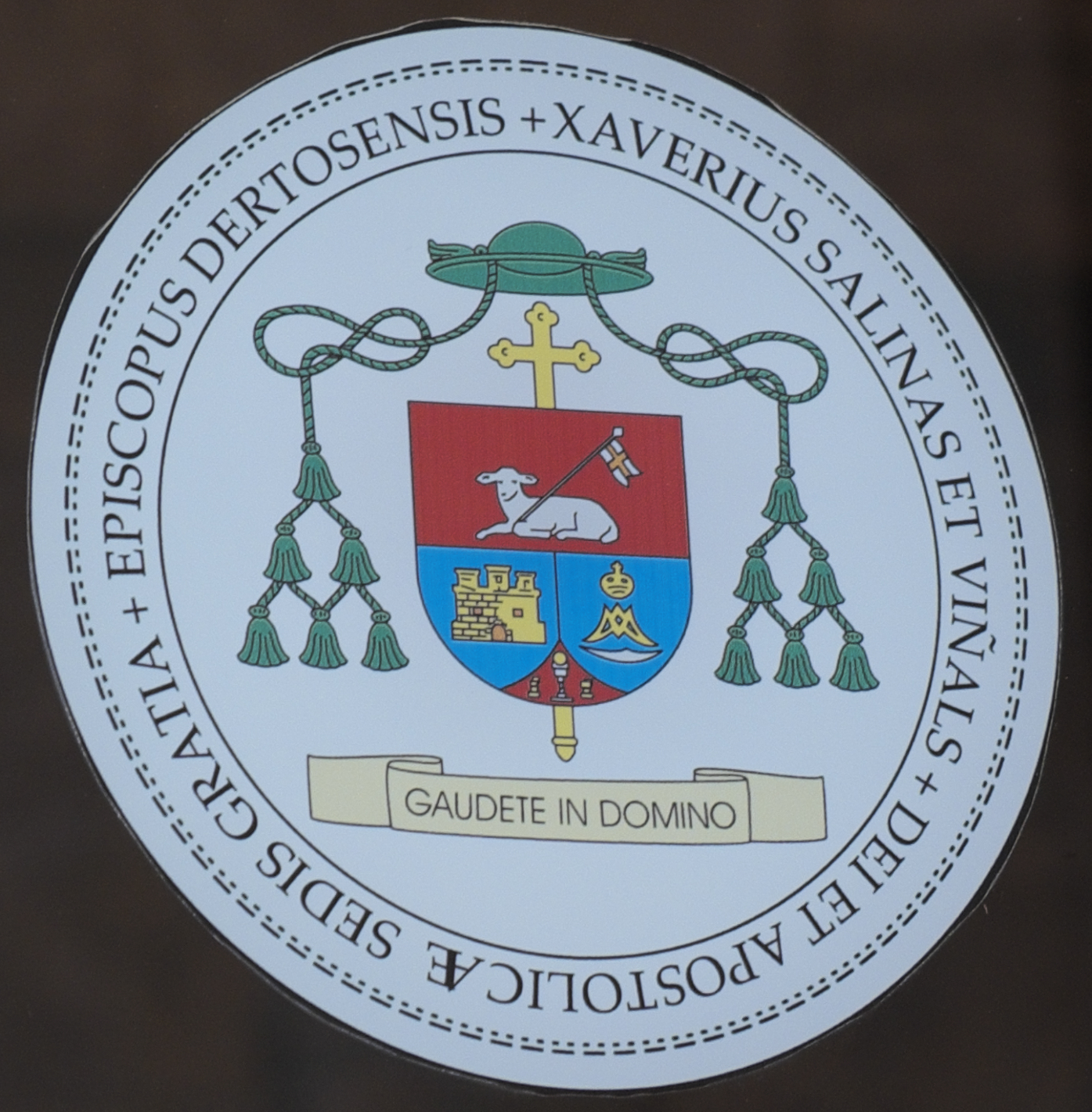
Escudo de Salinas en la Catedral de Mallorca, durante su obispado.

El 16 de noviembre de 2012, el papa Benedicto XVI lo nombró obispo de Mallorca. Tomó posesión canónica el 12 de enero de 2013, durante una ceremonia en la catedral de Mallorca.
El 23 de octubre de 2012, fue nombrado miembro del Consejo Internacional para la Catequesis (COINCAT), organismo consultivo vinculado a la entonces Congregación para el Clero.
En enero de 2016 fue noticia. De hecho, a mediados de octubre de 2015 Mariano de España, miembro de una familia aristocrática de la isla y esposo de Sonia Valenzuela, la secretaria del obispo, contrató a una agencia de investigación para recopilar pruebas de una supuesta traición de su esposa. Los resultados de la encuesta se recogieron en un dossier de 79 páginas con varias fotografías. El informe muestra que el obispo pasaba muchas horas al día con la mujer, incluso hasta las diez de la noche, y en una ocasión el propio obispo corrió a abrirle el portón para permitirle entrar en coche al patio del Palacio Episcopal. Una vez elaborado el dossier final con imágenes, videos y una lista de facturas telefónicas con detalles de contactos frecuentes, al ver que el obispo no actuó tras reunirse con él, el marido decidió hacer público el asunto. Al principio había decidido informar directamente al papa Francisco, aunque luego se reunió con el nuncio apostólico Renzo Fratini, quien luego informó a la Santa Sede. Por su parte, el obispo y Sonia Valenzuela negaron rotundamente tener una relación amorosa, afirmando que en sus reuniones vespertinas se limitaban a atender los atrasos de trabajo. Sin embargo, el marido celoso pidió el divorcio alegando que la conducta del obispo había sido decisiva para empujarlo a tomar esa decisión.
Obispo auxiliar de Valencia
El 8 de septiembre de 2016, el papa Francisco aceptó su renuncia como obispo de Mallorca, nombrándolo al mismo tiempo obispo titular de Monterano y obispo auxiliar de Valencia.
En enero de 2023, presentó su renuncia como lo establece el Código de Derecho Canónico. El 13 de febrero del mismo año, el papa Francisco aceptó su renuncia como obispo auxiliar de Valencia.
En la Conferencia Episcopal Española se ha desempeñado como:
- Vicepresidente (1999-2014) y miembro (1992-2014) de la entonces Subcomisión Episcopal de Catequesis.
- Presidente de la entonces Comisión Episcopal de Apostolado Seglar (2014-2020).
- Miembro de la Comisión Episcopal para la Evangelización, Catequesis y Catecumenado, desde 2020.
- Miembro de la Comisión de la Doctrina de la Fe (desde 2020), y miembro de la Subcomisión Episcopal para las relaciones interconfesionales y el diálogo interreligioso (desde 2020).